# Précy (Cher)
Précy és un municipi francès al departament de Cher (regió de Centre-Vall del Loira). L'any 2007 tenia 341 habitants.

## Demografia

### Població
El 2007 la població de fet de Précy era de 341 persones. Hi havia 125 famílies, de les quals 40 eren unipersonals (20 homes vivint sols i 20 dones vivint soles), 53 parelles sense fills, 28 parelles amb fills i 4 famílies monoparentals amb fills.
La població ha evolucionat segons el següent gràfic:

### Habitatges
El 2007 hi havia 190 habitatges, 130 eren l'habitatge principal de la família, 43 eren segones residències i 17 estaven desocupats. 186 eren cases i 2 eren apartaments. Dels 130 habitatges principals, 119 estaven ocupats pels seus propietaris, 7 estaven llogats i ocupats pels llogaters i 4 estaven cedits a títol gratuït; 12 tenien dues cambres, 22 en tenien tres, 36 en tenien quatre i 60 en tenien cinc o més. 97 habitatges disposaven pel capbaix d'una plaça de pàrquing. A 55 habitatges hi havia un automòbil i a 61 n'hi havia dos o més.

### Piràmide de població
La piràmide de població per edats i sexe el 2009 era:
| Homes | Edats   | Dones |
| ----- | ------- | ----- |
| 0     | 95 o +  | 4     |
| 4     | 90 a 94 | 8     |
| 0     | 85 a 89 | 8     |
| 12    | 80 a 84 | 12    |
| 8     | 75 a 79 | 16    |
| 8     | 70 a 74 | 20    |
| 20    | 65 a 69 | 12    |
| 8     | 60 a 64 | 12    |
| 4     | 55 a 59 | 8     |
| 8     | 50 a 54 | 8     |
| 24    | 45 a 49 | 4     |
| 12    | 40 a 44 | 4     |
| 12    | 35 a 39 | 12    |
| 8     | 30 a 34 | 8     |
| 0     | 25 a 29 | 0     |
| 0     | 20 a 24 | 0     |
| 4     | 15 a 19 | 8     |
| 4     | 10 a 14 | 4     |
| 8     | 5 a 9   | 4     |
| 12    | 0 a 4   | 4     |

## Economia
El 2007 la població en edat de treballar era de 162 persones, 109 eren actives i 53 eren inactives. De les 109 persones actives 92 estaven ocupades (48 homes i 44 dones) i 17 estaven aturades (12 homes i 5 dones). De les 53 persones inactives 31 estaven jubilades, 8 estaven estudiant i 14 estaven classificades com a «altres inactius».

### Ingressos
El 2009 a Précy hi havia 126 unitats fiscals que integraven 271 persones, la mediana anual d'ingressos fiscals per persona era de 17.610 €.

### Activitats econòmiques
Dels 5 establiments que hi havia el 2007, 1 era d'una empresa de construcció, 1 d'una empresa de comerç i reparació d'automòbils, 1 d'una empresa immobiliària, 1 d'una empresa de serveis i 1 d'una entitat de l'administració pública.
L'únic servei als particulars que hi havia el 2009 era una fusteria.
L'any 2000 a Précy hi havia 14 explotacions agrícoles que ocupaven un total de 1.125 hectàrees.

## Equipaments sanitaris i escolars
El 2009 hi havia una escola maternal integrada dins d'un grup escolar amb les comunes properes formant una escola dispersa.

## Poblacions properes
El següent diagrama mostra les poblacions més properes.